# Erikssonia acraeina
Erikssonia acraeina је врста инсекта из реда лептира (Lepidoptera) и породице плаваца (Lycaenidae).

## Распрострањење
Врста има станиште у Замбији, ДР Конгу и Јужноафричкој Републици.

## Угроженост
Ова врста се сматра рањивом у погледу угрожености врсте од изумирања.